# Eleveneleven
eleveneleven é uma gravadora fundada em 2010 por Ellen DeGeneres e sua companhia de produção, A Very Good Production, em associação com a filial de longa data Warner Bros.. Ellen anunciou em seu programa dizendo que a gravadora se concentrar em artistas menos conhecidos e que ela tinha sido procurando vídeos de performances no YouTube. Ellen explicou sua escolha do nome, afirmando que muitas vezes ela vê o número 11:11 quando se olha para os seus relógios, que ela encontrou Greyson Chance no dia 11, e que a camisa de futebol do cantor tem o número 11. Ellen DeGeneres está atualmente à procura de mais talento. Todos os artistas na gravadora têm, até agora, foram distribuídos via Interscope-Geffen-A&M.

## História
A 26 de Maio de 2010, Ellen anunciou em seu programa que ela estava começando sua própria gravadora, intitulado "eleveneleven". Ela mencionou que ela estava procurando vídeos de performances no YouTube para começar a sua gravadora. Seu primeiro ato foi dar o primeiro contrato discografico para Greyson Michael Chance, um garoto de 12 anos à fama depois de vídeo no YouTube onde canta a canção Paparazzi de Lady Gaga.
Alguns meses mais tarde, em 16 de Setembro de 2010, Ellen anunciou sua gravadora assinou contrato com um segundo artista, Tom Andrews de 16 anos, cantor do Reino Unido. A 11 de Novembro de 2010 a cantora pop norte-americana Jessica Simpson anunciou no programa de rádio de Ryan Seacrest, que havia assinado um contrato discográfico com a ElevenEleven Records.

## Artistas
- Seu primeiro ato foi dar o primeiro contrato discografico para Greyson Michael Chance, um garoto de 12 anos à fama depois de vídeo no YouTube onde canta a canção Paparazzi de Lady Gaga.
- Alguns meses mais tarde, em 16 de Setembro de 2010, Ellen anunciou sua gravadora assinou contrato com um segundo artista, Tom Andrews de 16 anos, cantor do Reino Unido.
- A 11 de Novembro de 2010 a cantora pop norte-americana assinou um contrato discográfico com a ElevenEleven Records. Ela lançou seu primeiro álbum da gravadors chamado "Happy Christmas" em Novembro de 2010.
- Em Março de 2011, Ellen anunciou que tinha assinado Savannah Robinson para sua gravadora e tinha ela no show de realizar um dueto com Jennifer Hudson.[5]
- Em outubro de 2011, Ellen anunciou que tinha assinado Charlie Puth e Emily Luther para sua gravadora depois de ver seu cover de Adele "Someone Like You". Puth & Luther cantaram a música no show. Em 25 de Janeiro de 2012, eles voltaram ao The Ellen DeGeneres Show e interpretaram a música de Lady Antebellum "Need You Now" e um original escrito por Puth intitulado "Break Again" (co-escrito com Robert Gillies).[6]

A seção eleveneleven em seu site oficial finalistas das 4 bandas mais populares da web e pediu uma votação democrática de sua comunidade para ajudá-la a fazer uma escolha informada sobre o próximo artista a ser assinado com a gravadora.